# 静岡県小笠山総合運動公園スタジアム
静岡県小笠山総合運動公園スタジアム（しずおかけんおがさやまそうごううんどうこうえんスタジアム、英: Ogasayama Nature and Sports Park Stadium）は、静岡県袋井市の小笠山総合運動公園内にある陸上競技場兼球技場。施設は静岡県が所有し、静岡県サッカー協会グループが指定管理者として運営管理を行っている。愛称はエコパスタジアム、静岡スタジアム エコパ（しずおかスタジアム エコパ、英: Sports Park ECOPA）。「エコパ（ECOPA）」は、小笠山に近いことから「山彦」を意味する「Echo」と、友達・仲間、地域・自然との共生を図るという意味合いを込めて「友」を意味する「Pal」をかけ合わせた造語。
日本グランプリシリーズである静岡国際陸上競技大会や日本プロサッカーリーグ（Jリーグ）に加盟するジュビロ磐田がホームゲームの一部を開催している。

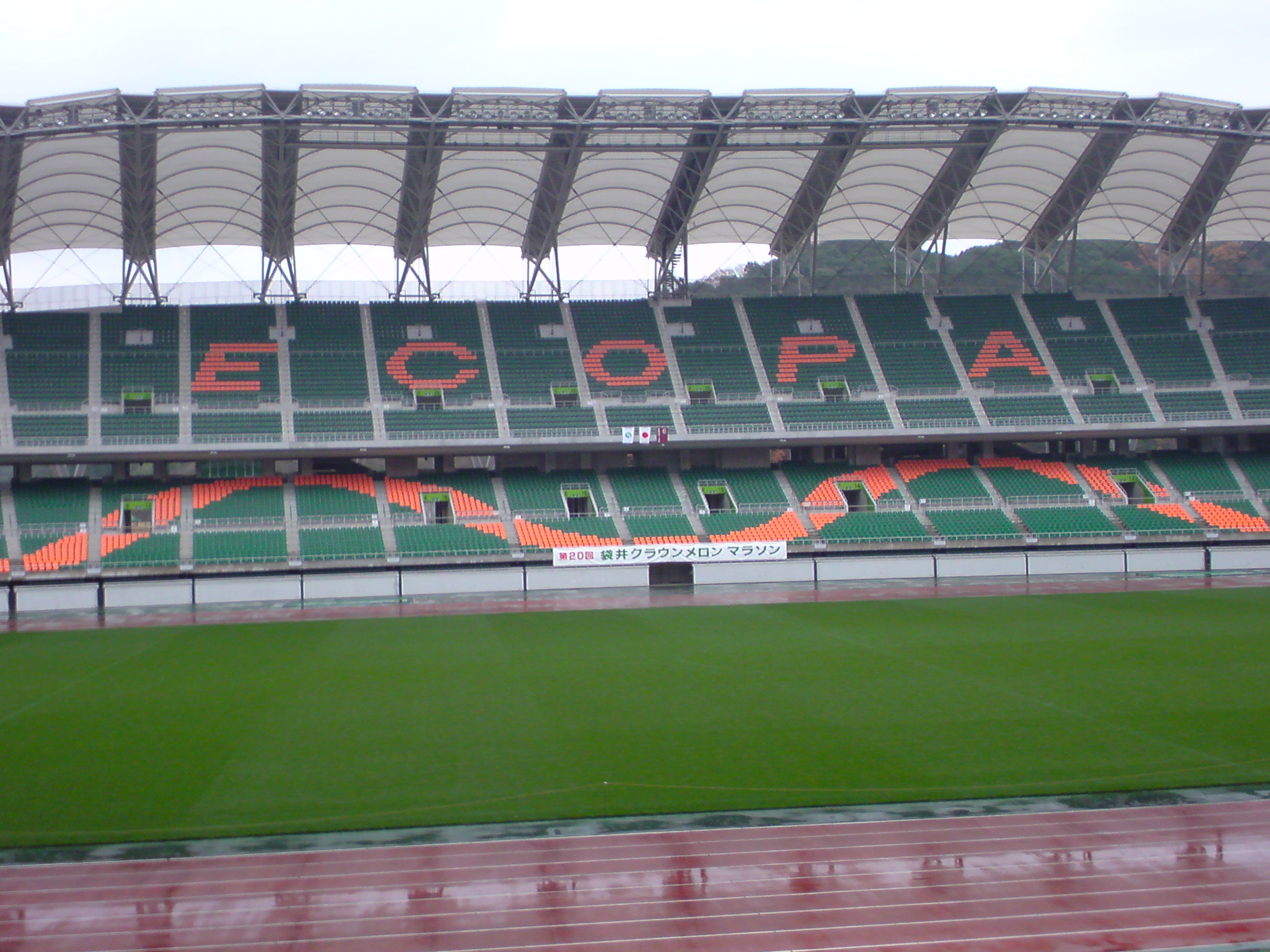
静岡県小笠山総合運動公園スタジアム

## 歴史
2001年、袋井市と掛川市の市境付近で整備が進められていた小笠山総合運動公園内に完成。
2001年5月12日、スタジアムのこけら落としとして、J1リーグ・ファーストステージ第9節の清水エスパルスvsジュビロ磐田が開催された。観衆52,959人は当スタジアム最多観客動員である。
2002年、2002 FIFAワールドカップの会場となり、6月11日、6月14日、6月21日に3試合開催された。メインスタンドには、FIFAワールドカップ開催スタジアムであることを示す「FIFA WORLD CUP/SHIZUOKA」と記されたレリーフが設けられている。
2003年、第58回国民体育大会「NEW!!わかふじ国体」のメインスタジアムとして使用された。
2006年4月1日、静岡県サッカー協会を中心とする企業体が指定管理者となった。
2015年11月28日、初めてジャパンラグビートップリーグの試合が行われた。
2016年1月、ラグビーワールドカップ2015で活躍したヤマハ発動機ジュビロの選手、五郎丸歩の銅像が１階エコパスポーツミュージアムに設置される。コンバージョンキックを狙う手をあわせたポーズ。
2016年4月22日、国際陸上競技連盟 (現ワールドアスレティックス) クラス2の公認を受ける。
2017年6月17日、ラグビー日本代表 vs アイルランド代表が開催される。駐車場からバスで輸送するパーク＆ライドを実施するなど、ラグビーワールドカップ 2019 を見据えた運営を行った。
2017年11月2日、ラグビーワールドカップ 2019 日本大会の試合日程が決まり、本スタジアムで4試合開催されることとなった。
2019年9月28日、ラグビーワールドカップ2019 プールAの日本 vs アイルランド戦が開催され、日本が 19-12 で勝利を収めた。観客動員数は47,813人。世界ランキング9位の日本が、2位アイルランドを倒した大金星となる試合を、フランスAFP通信など海外メディアは「Shizuoka shock（静岡の衝撃）」と呼んだ。
2020年9月27日、ラグビーワールドカップ2019で日本が活躍した記念に、「シズオカ・ショックパネル展」がオープン。また、活躍した福岡堅樹選手のブロンズ像がスタジアム正面の広場に設置された。アイルランド戦でトライを決めた瞬間をモチーフにしている。
2020年、インターハイ陸上競技の開催が予定されていたが、新型コロナウイルス感染症への対応のため、中止となった。
2022年9月、ラグビーワールドカップ2019開催3周年イベント「SHIZUOKA SHOCK」が開催された。

## 施設概要
- 日本陸上競技連盟第1種公認
- 国際陸上競技連盟 (現ワールドアスレティックス) クラス2 公認
- トラック：全天候舗装、400 m×9レーン
  - 2004年以降、Jリーグ公式戦や国際Aマッチなどでは、ピッチの四隅がトラックに掛かるため、当該箇所に人工芝を仮に敷設する処理を行う場合がある。
- フィールド：天然芝
- 照明設備：屋根と一体化
- スコアボード：大形映像装置2基（両ゴール裏サイド）
- 収容人員：全席2層式による50,889人。このうち最前列は5,236人分の可動座席となっており、サッカーやラグビーの国際試合やJリーグの試合でも特に集客の見込める試合のみで使用される。固定客席数は45,653席。
- 構造：屋根は波打つ形状の膜屋根で、天秤式の片持ち梁構造をとっている。ピン支持された鉄骨の骨組は客席方向に張り出し、その荷重をケーブルで支えることによって成り立つテンセグリック構造となっている。

## 開催実績

### 定期開催
- 静岡国際陸上競技大会
- 全国高等学校サッカー選手権大会静岡県大会
- 全日本中学校通信陸上競技静岡県大会
- 静岡県高等学校陸上競技対校選手権大会（静岡県高等学校総合体育大会 陸上競技）
- エコパトラックゲームズ

### 不定期開催
- 日本プロサッカーリーグ（Jリーグ）公式戦 - ジュビロ磐田が多数の観客動員が見込める試合で使用することがある。清水エスパルスは2015年を最後に試合開催していない。
- 東海高等学校陸上競技対校選手権大会（東海高等学校総合体育大会 陸上競技）
- 東海陸上競技選手権大会
- ジャパンラグビートップリーグ (主に静岡ブルーレヴズ戦)

### 過去に開催されたイベント
- Mr.Children - MR.CHILDREN CONCERT TOUR POPSAURUS 2001（2001年）
- 2002 FIFAワールドカップ
  - グループE: カメルーンvsドイツ（6月11日）
  - グループH: ベルギーvsロシア（6月14日）
  - 準々決勝　イングランドvsブラジル（6月21日）
- B'z - B'z LIVE-GYM 2002 "GREEN 〜GO★FIGHT★WIN〜"（2002年）
- SMAP - SMAP '02 "Drink! Smap! Tour"（2002年）
- NEW!!わかふじ国体（2003年）
- わかふじ大会（2003年）
- 天皇杯 JFA 全日本サッカー選手権大会（2005年 - 2010年、2012年）
- ねんりんピック静岡2006
- 2007JOMOオールスターサッカー
- EXILE - EXILE LIVE TOUR 2010 FANTASY（2010年）
- スルガ銀行チャンピオンシップ2011（ジュビロ磐田vsCAインデペンディエンテ）
- キリンチャレンジカップ2012（日本vsアゼルバイジャン）（2012年）
- ももいろクローバーZ - 桃神祭2015 エコパスタジアム大会（2015年）
- BTS - World Tour Love Yourself: Speak Yourself (2019年)
- ラグビーワールドカップ2019
  - プールA: 日本vsアイルランド（9月28日）
  - プールB: 南アフリカ共和国vsイタリア（10月4日）
  - プールA: スコットランドvsロシア（10月9日）
  - プールD: オーストラリアvsジョージア（10月11日）
- 第105回日本陸上競技選手権大会・10000m（2021年）[10]
- B'z - B'z LIVE-GYM Pleasure 2023 -STARS-（2023年）
- Stray Kids World Tour <dominATE JAPAN> (2025年)

## アクセス

### 鉄道
- JR東海道本線・愛野駅から徒歩約15分[11]

### 自動車
- 東名高速道路掛川インターチェンジから約8分[11]
- 東名高速道路袋井インターチェンジから約14分[11]

### その他
- 2002 FIFAワールドカップの試合では、愛野駅の東隣で東海道新幹線・天竜浜名湖線も利用できる掛川駅からのシャトルバスが運行された。更に、掛川駅から東京駅と名古屋駅まで東海道新幹線の深夜運行が行われた（同線では1970年の日本万国博覧会と合わせて2例のみ）。ラグビーワールドカップ2019でもシャトルバスの運行が行われた。
- ジュビロ磐田の試合などでは浜松駅からのシャトルバスが運行されている。